# MC Eiht
Mc Eiht, egentligen Aaron Tyler, född 22 maj 1971 i Compton, Kalifornien, är en amerikansk rappare och en av pionjärerna inom gangsta rap. Mc Eight började sin karriär som rappare i gruppen Compton's Most Wanted, men gjorde senare solokarriär. Ett av hans kanske mest kända verk är låten "Straight up Menace" som var med på soundtracket till filmen Menace II Society från 1993. 
Mc Eith gjorde rösten för Ryder i spelet GTA: San Andreas.

## Diskografi
- 1994 – We Come Strapped
- 1996 – Death Threatz
- 1997 – Last Man Standing
- 1999 – Section 8
- 2000 – N' My Neighborhood
- 2001 – Tha8t'z Gangsta
- 2002 – Underground Hero
- 2003 – Hood Arrest
- 2004 – Smoke in tha City
- 2004 – Veterans Day
- 2006 – Affiliated
- 2007 – Representin'
- 2012 – Tha8tz Gangsta
- 2013 – Keep It Hood
- 2017 – Which Way Iz West

### Utvalda låtar med MC Eiht
- 1990 – Late Night Hype (med Compton's Most Wanted)
- 1991 – Def Wish II (med Compton's Most Wanted)
- 1992 – Hood Took Me Under (med Compton's Most Wanted)
- 1993 – Straight Up Menace
- 1994 – All For The Money
- 1994 – Niggaz Make The Hood Go Round
- 1996 – Ain't Nuttin To It
- 1999 – Automatic (sång) feat. Mack 10